# Колобов, Евгений Николаевич
Евге́ний Никола́евич Колобов (16 ноября 1914, Великий Устюг, Вологодская губерния — 23 августа 1973, Севастополь) — крымский строитель, заслуженный строитель УССР (1964).

## Биография
Родился 16 ноября 1914 года в городе Великий Устюг, Вологодской области. Трудовую деятельность начал в 1931 году в городе Краматорск.
В годы Великой Отечественной войны служил на Черноморском флоте в ОАМ 82 ВВС ЧФ, старший сержант. Награждён медалями «За боевые заслуги», «За оборону Кавказа», «За победу над Германией в Великой Отечественной войне 1941—1945 гг.».
После демобилизации окончании вернулся к своей строительной специальности. На восстановлении и строительстве Севастополя трудился с мая 1944 года: нормировщик, прораб ОСМУ-2, председатель объединенного профкома треста «Севастопольстрой».
В 1947 году был в числе руководителей одной из крупных строительных организаций Севастополя — «Военморстроя», затем — заведующий отделом городского хозяйства и строительства горкома, секретарь горкома партии по строительству, заместитель председателя Исполкома Севастопольского горсовета. С 1950 года во главе треста № 38, который вскоре вырос в ведущее предприятие, возрождавшее город — трест «Севастопольстрой». Активно работал над восстановление Севастополя и других крымских городов после войны.
В 1956 году назначен управляющим треста «Севастопольстрой». Внес большой вклад в индустриализацию строительного производства, в организацию поточного жилищного строительства. Неоднократно избирался членом Крымского областного и Севастопольского городского комитетов Компартии Украины, членом бюро горкома партии, депутатом горсовета.
Умер 23 августа 1973 года. Похоронен на кладбище Коммунаров в Севастополе.

## Награды
- Орден Ленина
- Орден Трудового Красного Знамени
- медаль «За боевые заслуги» (1943)
- медаль «За оборону Кавказа» (1944)
- медаль «За победу над Германией в Великой Отечественной войне 1941–1945 гг.» (1945)[3]
- звание заслуженный строитель УССР, указ Президиума Верховного Совета УССР от 8 мая 1964 года.

## Память
24 декабря 1982 года одной из новых улиц Гагаринского района Севастополя было присвоено имя Колобова. Аннотационная доска установлена 24 сентября 1989 года на доме №21 (архитекторы — В. П. Щербинина, В. К. Цаккер).